# ダレン・バーカー
ダレン・バーカー（Darren Barker、1982年5月19日 - ）は、イギリスの男子プロボクサー。 バーネット・ロンドン特別区バーネット出身。元IBF世界ミドル級王者。

## アマチュア時代
バーカーは幼少期からボクシングに触れた。ニューバーネットにあるジムに通いジミー・オリバーに出合い師事を受けるようになった。その後、ボクシングスキルの向上を計るためレプトン・ボーイズ・クラブへ移籍してトニー・バーンズの下で練習を行った。
2002年マンチェスターで行われたコモンウェルスゲームズに出場。ライトウェルター級部門で金メダルを獲得した。
2003年、タイのバンコクで開催された2003年世界ボクシング選手権大会に出場、1回戦で日大卒業し自衛隊体育学校就職し1年目の佐藤幸治に勝利するが準々決勝でアンドレ・ベルトに敗退した。
2004年、欧州選手権に出場するが2回戦でアンディ・リーに敗退した。
プロに転向を発表。アマチュア時代の戦績は68戦55勝13敗。

## プロ時代
2004年9月24日、ノッティンガムのナショナル・アイス・センターで行われたデビュー戦で6回判定勝ちを収めた。
2006年7月12日、コンロイ・マクロントッシュと対戦。これまで順当に勝ち星を重ねていたバーカーだったが、2回にプロ初ダウンを喫し、2度倒されあわやKO負け寸前まで追い詰められた。その後持ち直し、7回に相手に何もさせず積極的に連打を浴びせレフェリーが救い出すようにストップし大逆転TKO勝ち。試合後減量苦を考慮しミドル級に転向した。
2006年9月15日、フセイン・オスマン（シリア）が持つBBBofC南部ミドル級王座を賭け対戦した。終始バーカーがペースを把握しオスマンに何もさせず、10回大差判定勝ちで王座獲得に成功した。
2007年11月14日、21戦無敗のベン・クランプトンとロンドンにあるヨーク・ホールでコモンウェルス・イギリス連邦ミドル級王座を賭け対戦した。試合は優位にバーカーがパンチを上下に散らしてポイントを獲得。バズーカの異名を持つ強打を誇るクランプトンの強打を空転させ見せ場を作らせず3-0の大差判定勝ち。2者がフルマーク(120-108)、1者が大差でほぼフルマーク(119-110)とクランプトンを完封し王座獲得に成功した。
2008年2月22日、ロンドンにあるヨーク・ホールでスティーブ・ベンダールとコモンウェルス・イギリス連邦王座の初防衛戦を行った。試合は終始バーカーがペースを握り最後はレフェリーストップを呼び込み初防衛に成功した。
2008年8月15日、カナダのアルバータ州エドモントンにあるエドモントン・マリオット・アット・リバー・クリー・リゾートでラリー・シャープと対戦。シャープを終始コントロールし結果は3-0の大差判定勝ち。
2008年12月13日、ジェイソン・マッケイとコモンウェルスイギリス連邦王座2度目の防衛戦。6回終了時マッケイの負傷棄権により2度目の防衛に成功した。
2009年5月23日、ダレン・マクダーモットとコモンウェルスイギリス連邦王座3度目の防衛戦を行った。4回にマクダーモットからダウンを奪うと相手はふらつき最後はレフェリーがストップ。3度目の防衛に成功した。
2009年11月28日、ダニー・バトラーとコモンウェルスイギリス連邦王座4度目の防衛戦と空位のBBBofC英国ミドル級王座がかかった一戦だった。終始バーカーペースで進み、相手の何度もダウン寸前に追い詰めた。7回TKO勝ちでコモンウェルスイギリス連邦王座4度目の防衛とBBBofC英国ミドル級王座獲得に成功した。
2010年4月9日、アレクサンドラ・パレスにて、アフィフ・ベルグフェチャムとEBU欧州ミドル級王座を賭け対戦した。試合は互角に進み、3-0の判定勝ち。僅差にまで苦しめられたが、王座獲得に成功した。しかしこの後にでん部を負傷し約1年間のブランクを作り、王座を剥奪されることになる。
2011年4月30日、ロンドンにあるオリンピアでドメニコ・スパダとEBU欧州ミドル級王座を賭け対戦した。剥奪された王座に返り咲きたいバーカーとランカー入りを目指すスパーダとの対戦は終始互角に進み、スパーダのクリンチ多用で消耗したが試合は3-0の僅差判定勝ち。運良く勝利で飾り王座返り咲きに成功した。
2011年10月1日、アメリカデビュー。ニュージャージー州アトランティックシティのボードウォーク・ホールにて、セルヒオ・マルチネスの持つWBC世界ミドル級ダイヤモンド王座とリングマガジン認定ミドル級王座に挑戦した。ミドル級クラス最強のマルチネスを相手に試合は互角に進み有効打でカットさせるなどマルチネスを苦戦させた。しかし、11回連打でガードが下がると最後は右フックをこめかみに受けてダウンし、そのままカウントアウト。プロ初黒星を喫し王座獲得に失敗した。なお終了時の採点は僅差が2人と1人が大差(94-96、94-97、91-99)でマルチネスが優勢だった。
2013年3月9日、ウェンブリー・アリーナにて、IBFインターコンチネンタルミドル級王座を賭け、シモネー・ロトロと対戦した。初回にロトロからダウンを奪い先制すると終始一貫してバーカーがリードを広げる。4回有効打によってカットした額の傷が悪化しドクターストップがかかり王座獲得に成功した。
2013年8月17日、ニュージャージー州アトランティックシティにあるレベル・アトランティックシティでIBF世界ミドル級王者ダニエル・ゲールと対戦した。試合序盤は互角に進んだが、6回にゲールにダウンを奪われて先制された。その後は交互にラウンドを取り合い最終回も互角に進んだ。結果は判定に持ち込まれ、2-1（113-114、114-113、116-111）の判定勝ちで王座獲得に成功した。
試合後、IBFからフェリックス・シュトルムとの指名試合が内定し対戦指令が発令された。
2013年12月7日、シュトゥットガルトのポルシェ・アレーナにて、フェリックス・シュトルムと指名試合を行うが、2回に2度ダウンを喫し、最後はトレーナーのトニー・シムスがタオルを投げ入れ試合を止め、2回2分9秒TKO敗けを喫し初防衛に失敗し王座から陥落した。バーカーは1ラウンドで右臀部を痛めており担架でリングから運び出された。バーカーはこれまでに何度か臀部を負傷したことがあり、ダニエル・ゲールに勝った後にも両臀部の手術を受けていた。シュトルムとは再戦契約が結ばれているが、バーカーが夏ごろまでに復帰できないようであれば、このまま引退する可能性が高いとバーカーのプロモーターは述べた。
2014年1月15日、臀部の回復が思わしくなく引退を発表した。

## 獲得タイトル
- BBBofC南部ミドル級王座
- コモンウェルスイギリス連邦ミドル級王座
- BBBofC英国ミドル級王座
- EBU欧州ミドル級王座
- IBFインターコンチネンタルミドル級王座
- 第11代IBF世界ミドル級王座（防衛0度）